# 本成院 (大田区)
本成院（ほんじょういん）は、東京都大田区池上にある日蓮宗の寺院。池上本門寺の子院。

## 概要
六老僧（日蓮の高弟）のひとり、日向の庵室として開創した。開創年代は日蓮の没年である鎌倉時代の1282年（弘安5年）。古くは北之坊、喜多院と称した。東谷の本成坊が廃寺となったため合併し再興。

## 歴史
- 慶長年間（1596-1615年）日尊の隠棲地として整備される。
- 宝永年間（1704-1711年）火災のため焼失する。
- 享保年間（1716-1736年）現在地へ移転復興される。この頃名称も本成院と改称する。

## 周辺寺院
- 中道院 (大田区)
- 本妙院 (大田区)
- 常仙院 (大田区)

## 交通アクセス
- 東急池上線池上駅から徒歩7分（経路案内）。

## 参考資料
- 日蓮宗寺院大鑑編集委員会『宗祖第七百遠忌記念出版 日蓮宗寺院大鑑』大本山池上本門寺 (1981年)
- 「小さな旅池上の寺めぐり」池上朗師講　平成14年
- 「池上村 本門寺 北之坊」『新編武蔵風土記稿』 巻ノ45荏原郡ノ7、内務省地理局、1884年6月。NDLJP:763981/80。